# Parlamentsvalet i Polen 2007

Parlamentsvalet i Polen 2007 bestod av två val, senatvalet och valet till sejm. Det genomfördes den 21 oktober. Valets segrare blev Donald Tusk från Medborgarplattformen som tillsammans med Polska folkpartiet bildade en ny regering.